# Khara (Népal)
Khara (en népalais : खारा) est un comité de développement villageois du Népal situé dans le district de Rukum. Au recensement de 2011, il comptait 6 186 habitants.